# Gershom Scholem
Gershom Scholem (născut Gerhard Scholem; n. 5 decembrie 1897, Berlin, Imperiul German – d. 21 februarie 1982, Ierusalim, Israel) a fost un istoric al religiilor, specialist în mistica evreiască, de origine germano-ebraică. Din 1933 a fost profesor la Universitatea Ebraică din Ierusalim.

## Familia și studiile
Fratele său a fost Werner Scholem⁠(en)[traduceți] (1895-1940), deputat în Reichstag din partea Partidului Comunist German, împușcat în Lagărul de concentrare Buchenwald.
În 1915 a început studiul matematicii la Universitatea din Berlin, pe care l-a absolvit cu examenul de stat în anul 1919. Din 1919 a urmat cursuri de doctorat  la Universitatea din München, unde a obținut titlul de doctor în filozofie în anul 1922, cu o teză despre Sefer ha-Bahir⁠(de)[traduceți] („Cartea strălucirii”).

## Scrieri (listă incompletă)
- Das Buch Bahir. Ein Schriftdenkmal aus der Frühzeit der Kabbala auf Grund der kritischen Neuausgabe von Gerhard Scholem, Leipzig 1923 (cu numeroase reeditări și traduceri);
- Die jüdische Mystik in ihren Hauptströmungen. Suhrkamp, Frankfurt am Main 2000, ISBN 3-518-27930-0.
- Die Geheimnisse der Schöpfung. Ein Kapitel aus dem Zohar, Berlin 1935 (cu numeroase reeditări și traduceri).
- Ursprung und Anfänge der Kabbala, Berlin 1962.
- Von der mystischen Gestalt der Gottheit. Studien zu Grundbegriffen der Kabbala, Zürich 1962.
- Zur Kabbala und ihrer Symbolik;
- Sabbatai Zwi. Der mystische Messias.
- Über einige Grundbegriffe des Judentums. Suhrkamp, Frankfurt am Main 1970.
- The Messianic Idea in Judaism and Other Essays on Jewish Spirituality, New York 1971.

### Traduceri în română
- Cabala și simbolistica ei, Ed. Humanitas, București, 1996.